# Synagoga w Tarnowskich Górach
Synagoga w Tarnowskich Górach – nieistniejąca synagoga, która znajdowała się w Tarnowskich Górach na obecnym placu targowym, przy skrzyżowaniu ulic Teofila Królika i Jana Szymały.

## Historia
Koncepcje budowy nowej synagogi narodziły się w latach 60. XIX wieku, kiedy to liczebność tarnogórskiej gminy żydowskiej zaczęła szybko rosnąć. W listopadzie 1862 roku otrzymano od władz rejencji opolskiej zezwolenie na jej budowę. W sierpniu 1863 roku architekt Constantin von Koschützky ukończył projekt architektoniczny budowli. W tym samym roku na miejscu gdzie stała stara bożnica rozpoczęto wznoszenie nowej synagogi. Jej uroczyste otwarcie nastąpiło 1 września 1864 roku. 
Podczas II wojny światowej w 1939 roku hitlerowcy spalili synagogę. W 1943 roku ostatecznie usunięto jej ruiny, w celu poszerzenia ulicy. Po zakończeniu wojny budynku synagogi nie odbudowano. Zachowały się jedynie drzewa, które wyznaczają miejsce budynku.

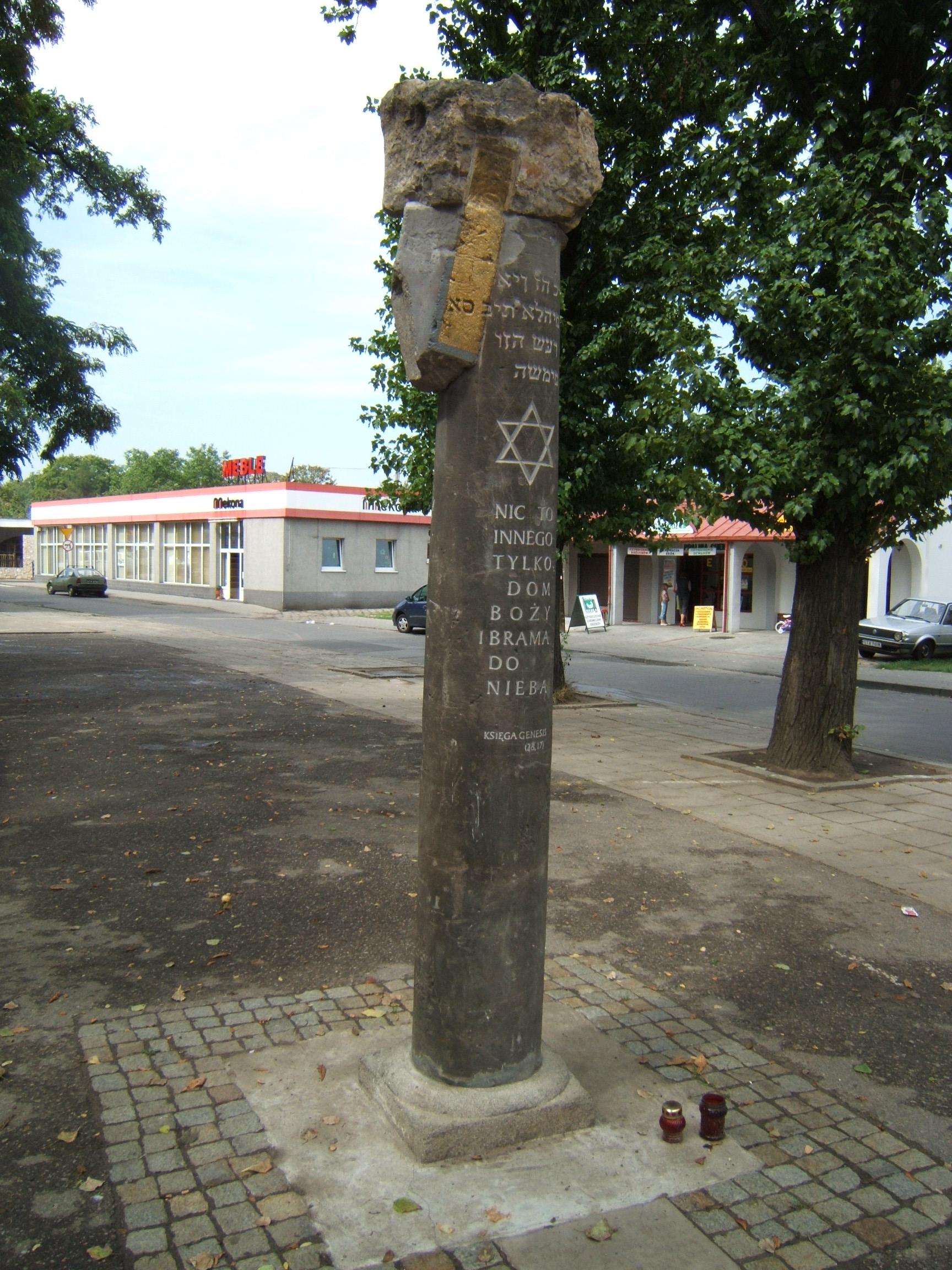
Pomnik upamiętniający synagogę

19 listopada 2006 roku, w miejscu gdzie stała synagoga, odsłonięto pomnik w kształcie kolumny, ufundowany przez Tarnogórską Fundację Kultury i Sztuki w ramach projektu "Tarnogórzanie dla pamięci". Autorami projektu są Artur Lubos oraz Krzysztof Mazik. Koszty budowy pomnika zostały pokryte ze zbiórki społecznej oraz dotacji: Urzędu Miejskiego, Starostwa Powiatowego oraz Urzędu Marszałkowskiego Województwa Śląskiego.
Na pomniku widnieje gwiazda Dawida oraz cytat z Księgi Rodzaju (28,17) w języku polskim i hebrajskim: "Nic to innego tylko Dom Boży i brama do nieba" wykuty w kamieniu przez Rafała Trybusa. Przed obeliskiem znajduje się wmurowana w ziemię tablica z treścią w języku polskim:

W tym miejscu w latach od 1864 do 1939 stała synagoga zburzona przez hitlerowców. Tarnogórzanie dla pamięci 2006

Wieczorami na ścianie jednej z kamienic przy placu, gdzie stała synagoga, pojawia się jej zarys. Kontury zaznaczane są przez specjalny reflektor zakupiony przez Tarnogórską Fundację Kultury i Sztuki, dzięki dotacji Fundacji im. Stefana Batorego i Fundacji Forda w ramach programu "Dla Tolerancji"
W 2021 roku podczas prac remontowych prowadzonych na placu w miejscu dawnej synagogi odkryto dobrze zachowane ceglane fundamenty budowli oraz pozostałości kotłowni. Decyzją Śląskiego Wojewódzkiego Konserwatora Zabytków remont wstrzymano i nakazano przeprowadzenie badań archeologicznych. W ich trakcie istniejące wykopy pogłębiono, a dawną kotłownię odgruzowano, odnajdując takie artefakty jak fragmenty metalowych lamp, klamki z zamkami do drzwi, fragmenty szkła, sztukaterii elewacyjnej i dachówek, elementy pieca oraz tabliczkę z nazwą ulicy Obergasse. Zachowały się również pozostałości murów fundamentowych starszej synagogi z I połowy XIX wieku.

## Architektura

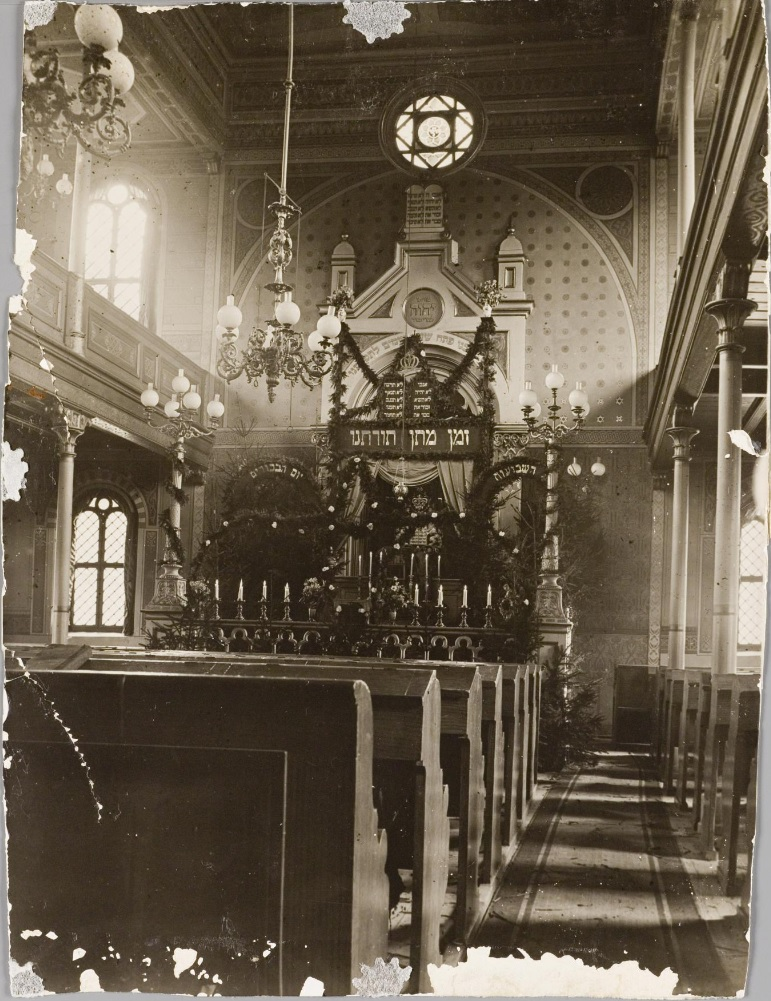
Wnętrze tarnogórskiej synagogi w 1904 roku

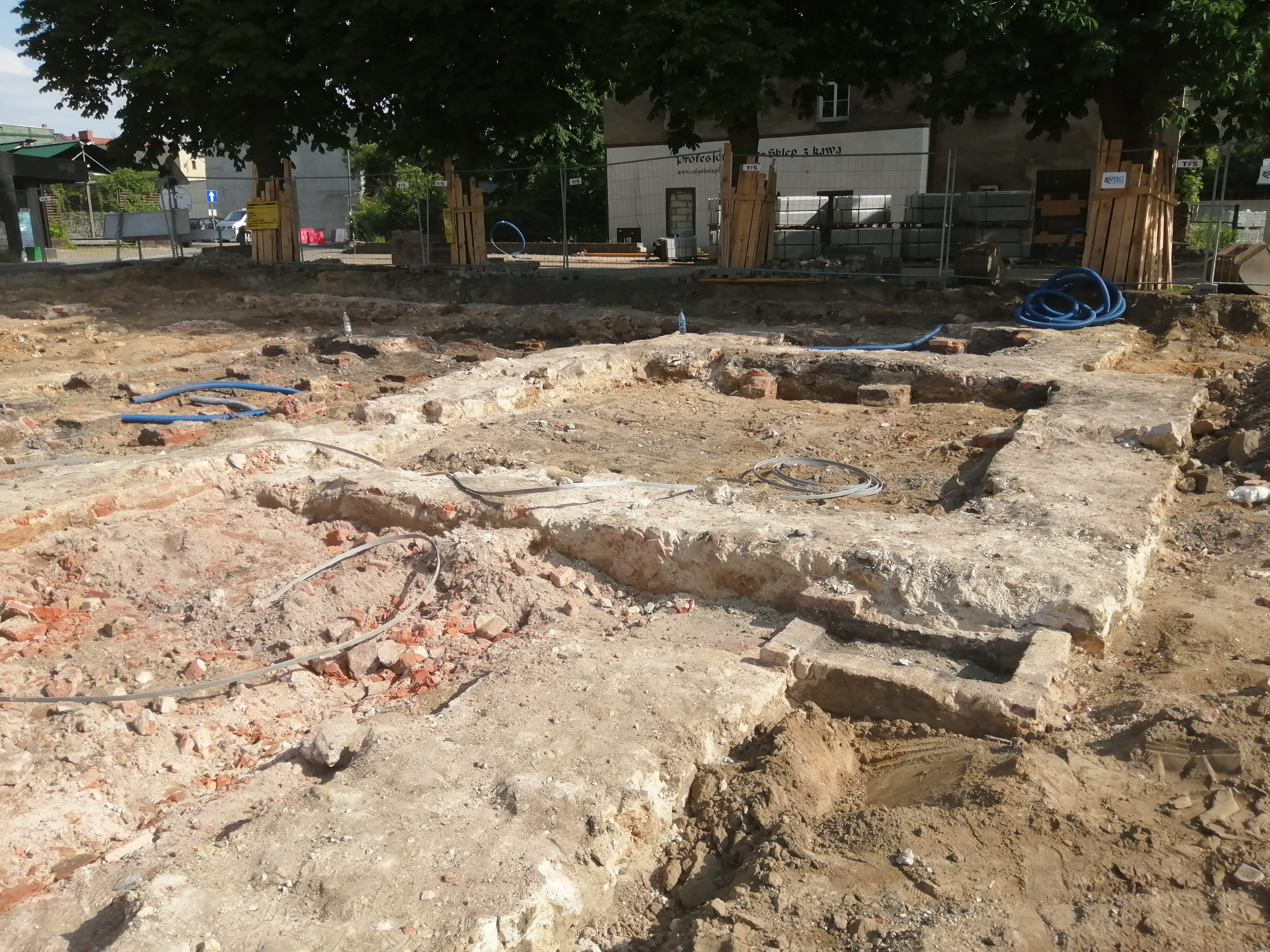
Odsłonięte w 2021 roku pozostałości synagogi

Murowany budynek synagogi wzniesiono na planie prostokąta o części frontowej nieco szerszej od głównego korpusu od strony zachodniej, w stylu mauretańskim. W jej wnętrzu we wschodniej części znajdowała się główna sala modlitewna, którą z trzech stron otaczały galerie dla kobiet. W zachodniej części znajdował się przedsionek.
Fasada synagogi w pewnym stopniu nawiązywała do synagogi Tempelgasse w Wiedniu projektu Ludwiga Förstera, na co wskazywać może trójpodział fasady z wyższą i szerszą częścią środkową. Część centralna o kształcie pseudobaszty, otoczonej sterczynami została zwieńczona kopułą. Frontową część synagogi obiegały attyki grzebieniowe.
Ściana wschodnia, zwieńczona gzymsem koronującym, również w uproszczony sposób nawiązywała do fasady wiedeńskiej synagogi, gdzie centralna część została nieco podwyższona. W ich narożnikach znajdowały się smukłe sterczyny zwieńczone kopułkami. Do ściany przylegała niewielka prostokątna apsyda, która do pewnego stopnia przypominała oprawę Aron ha-kodesz w synagodze w Gorzowie Wielkopolskim czy Ostrowie Wielkopolskim. Nad apsydą znajdował się okulus, a na osiach skrajnych po dwa półokrągle zakończone okna.
Elewacje boczne, również zwieńczone gzymsem koronującym, posiadały po osiem półkoliście zakończonych okien, po cztery na piętrze, oddzielone od siebie pseudopilastrami oraz po cztery na parterze. Całość była nakryta dachem czterospadowym.